# Berneval-le-Grand

Berneval-le-Grand este o comună în departamentul Seine-Maritime, Franța. În 1 ianuarie 2018 avea o populație de 1.415 de locuitori.